# 奥斯卡最佳导演奖
奥斯卡最佳导演奖（英語：Academy Award for Best Directing），是美国电影艺术与科学学院每年颁发的一个奥斯卡金像奖。该奖项是为了表彰在电影行业工作时表现出杰出导演才能的電影導演。
第1屆奧斯卡金像獎的最佳導演獎區分為「喜劇類」及「戲劇類」兩項，得獎者分別為路易·邁爾史東和弗兰克·鲍沙其，但第二屆之後便不再區分。最佳導演獎項的入圍者是透過美國影藝學院導演分部成員以可轉移單票制的方式選出，並由全體有投票資格的會員票選最高票者獲獎。

在第11屆奧斯卡金像獎上，麦可·寇蒂斯分別以《狂徒淚》和《四千金》兩部影片入圍最佳導演，此後奧斯卡便修改規則，一位導演僅能以一部影片入圍。
但此規則也在2000年第73屆被打破，當年史蒂文·索德伯格分別以《天人交戰》和《永不妥协》同時入圍，並以後者獲頒最佳導演。綜觀奧斯卡歷史，最佳導演與最佳影片有著密切的關連性，至今94部最佳影片裡共有88部電影入圍最佳導演，66部獲獎。另外，至今已有74位（組）導演曾獲此殊榮。

## 获奖与提名
每一年度第一部影片為得獎影片，其後為其他被提名者。每一项显示年份、届数、姓名、获奖影片。年份指电影上映年份。如1967年即意为1968年颁发的1967年度的最佳导演奖。

### 1920年代
| 1927-28 (1st)                    |                                           |
| 戲劇類（Dramatic Picture）       |                                           |
| 弗蘭克·鮑沙其（Frank Borzage）   | 《第七天堂》（7th Heaven）                |
| 赫伯·布雷農（Herbert Brenon）    | 《索莱尔和儿子》（Sorrell and Son）       |
| 金·維多（King Vidor）            | 《群眾》（The Crowd）                     |
| 喜劇類（Comedy Picture）         |                                           |
| 路易·邁爾史東（Lewis Milestone） | 《兩個阿拉伯騎士》（Two Arabian Knights） |
| 泰德·懷德（Ted Wilde）           | 《追逐》（Speedy）                        |
|                                  |                                           |
| 1928-29 (2nd)                    |                                           |
| 弗蘭克·洛伊德（Frank Lloyd）     | 《神女》（The Divine Lady）               |
| 里昂·巴里摩（Lionel Barrymore）  | 《X夫人》（Madame X）                     |
| 哈利·貝蒙特（Harry Beaumont）    | 《红伶秘史》（The Broadway Melody）       |
| 厄文·肯明斯（Irving Cummings）   | 《亞利桑那劍俠》（In Old Arizona）        |
| 弗蘭克·洛伊德（Frank Lloyd）     | 《拖曳》（Drag）                          |
| 弗蘭克·洛伊德（Frank Lloyd）     | 《疲惫之河》（Weary River）               |
| 恩斯特·劉別謙（Ernst Lubitsch）  | 《爱国男儿》（The Patriot）               |

### 1930年代
| 1929-30 (3rd)                           |                                                  |
| 路易·邁爾史東（Lewis Milestone）        | 《西線無戰事》（All Quiet on the Western Front） |
| 克拉倫斯·布朗（Clarence Brown）         | 《安娜·克麗絲蒂》（Anna Christie）               |
| 克拉倫斯·布朗（Clarence Brown）         | 《羅曼史》（Romance）                            |
| 羅伯·雷納德（Robert Leonard）           | 《棄婦怨》（The Divorcée）                       |
| 恩斯特·劉別謙（Ernst Lubitsch）         | 《璇宮艷史》（The Love Parade）                  |
| 金·維多（King Vidor）                   | 《哈利路亞》（Hallelujah）                       |
|                                         |                                                  |
| 1930-31 (4th)                           |                                                  |
| 諾曼·陶羅格（Norman Taurog）            | 《淘哥兒》（Skippy）                             |
| 克拉倫斯·布朗（Clarence Brown）         | 《自由魂》（A Free Soul）                        |
| 路易·邁爾史東（Lewis Milestone）        | 《犯罪的都市》（The Front Page）                 |
| 衛斯理·拉格斯（Wesley Ruggles）         | 《壯志千秋》（Cimarron）                         |
| 約瑟夫·馮·史坦堡（Josef von Sternberg） | 《摩洛哥》（Morocco）                            |
|                                         |                                                  |
| 1931-32 (5th)                           |                                                  |
| 弗蘭克·鮑沙其（Frank Borzage）          | 《壞女郎》（Bad Girl）                           |
| 金·維多（King Vidor）                   | 《舐犢情深》（The Champ）                        |
| 約瑟夫·馮·史坦堡（Josef Von Sternberg） | 《上海快車》（Shanghai Express）                 |
|                                         |                                                  |
| 1932-33 (6th)                           |                                                  |
| 弗蘭克·洛伊德（Frank Lloyd）            | 《氣壯山河》（Cavalcade）                        |
| 法蘭克·卡普拉（Frank Capra）            | 《一日貴婦》（Lady for a Day）                   |
| 喬治·庫克（George Cukor）               | 《小婦人》（Little Women）                       |
|                                         |                                                  |
| 1934 (7th)                              |                                                  |
| 法蘭克·卡普拉（Frank Capra）            | 《一夜風流》（It Happened One Night）            |
| 維多·薛特辛格（Victor Schertzinger）    | 《一夜愛情》（One Night of Love）                |
| 凡·戴克（W. S. Van Dyke）               | 《瘦子》（The Thin Man）                         |
|                                         |                                                  |
| 1935 (8th)                              |                                                  |
| 約翰·福特（John Ford）                  | 《革命叛徒》（The Informer）                     |
| 麥可·寇蒂斯（Michael Curtiz）           | 《鐵血艦長》（Captain Blood）                    |
| 亨利·哈賽威（Henry Hathaway）           | 《抗敵英雄》（The Lives of a Bengal Lancer）     |
| 弗蘭克·洛伊德（Frank Lloyd）            | 《叛艦喋血記》（Mutiny on the Bounty）           |
|                                         |                                                  |
| 1936 (9th)                              |                                                  |
| 法蘭克·卡普拉（Frank Capra）            | 《富貴浮雲》（Mr. Deeds Goes to Town）           |
| 格雷葛萊·拉卡瓦（Gregory La Cava）      | 《妙管家》（My Man Godfrey）                     |
| 羅伯·雷納德（Robert Z. Leonard）        | 《歌舞大王齊格飛》（The Great Ziegfeld）         |
| 凡·戴克（W. S. Van Dyke）               | 《火燒舊金山》（San Francisco）                  |
| 威廉·惠勒（William Wyler）              | 《孔雀夫人》（Dodsworth）                        |
|                                         |                                                  |
| 1937 (10th)                             |                                                  |
| 李歐·麥卡瑞（Leo McCarey）              | 《春閨風月》（The Awful Truth）                  |
| 威廉·狄特爾（William Dieterle）         | 《左拉傳》（The Life of Emile Zola）             |
| 席尼·法蘭克林（Sidney Franklin）        | 《大地》（The Good Earth）                       |
| 格雷葛萊·拉卡瓦（Gregory La Cava）      | 《摘星夢難圓》（Stage Door）                     |
| 威廉·惠曼（William Wellman）            | 《星海浮沉錄》（A Star Is Born）                 |
|                                         |                                                  |
| 1938 (11th)                             |                                                  |
| 法蘭克·卡普拉（Frank Capra）            | 《浮生若夢》（You Can't Take It with You）       |
| 麥可·寇蒂斯（Michael Curtiz）           | 《狂徒淚》（Angels with Dirty Faces）            |
| 麥可·寇蒂斯（Michael Curtiz）           | 《四千金》（Four Daughters）                     |
| 諾曼·陶格（Norman Taurog）              | 《孤兒樂園》（Boys Town）                        |
| 金·維多（King Vidor）                   | 《衛城記》（The Citadel）                        |
|                                         |                                                  |
| 1939 (12th)                             |                                                  |
| 維克托·弗萊明（Victor Fleming）         | 《亂世佳人》（Gone with the Wind）               |
| 法蘭克·卡普拉（Frank Capra）            | 《史密斯遊美京》（Mr. Smith Goes to Washington） |
| 約翰·福特（John Ford）                  | 《驛馬車》（Stagecoach）                         |
| 山姆·伍德（Sam Wood）                   | 《萬世師表》（Goodbye, Mr. Chips）               |
| 威廉·惠勒（William Wyler）              | 《呼嘯山莊》（Wuthering Heights）                |

### 1940年代
| 1940 (13th)                             |                                                  |
| 約翰·福特（John Ford）                  | 《怒火之花》（The Grapes of Wrath）              |
| 喬治·庫克（George Cukor）               | 《費城故事》（The Philadelphia Story）           |
| 阿尔弗雷德·希区柯克（Alfred Hitchcock） | 《蝴蝶夢》（Rebecca）                            |
| 山姆·伍德（Sam Wood）                   | 《女人萬歲》（Kitty Foyle）                      |
| 威廉·惠勒（William Wyler）              | 《香箋淚》（The Letter）                         |
|                                         |                                                  |
| 1941 (14th)                             |                                                  |
| 約翰·福特（John Ford）                  | 《翡翠谷》（How Green Was My Valley）            |
| 亞歷山大·赫爾（Alexander Hall）         | 《太虛道人》（Here Comes Mr. Jordan）            |
| 霍華·霍克斯（Howard Hawks）             | 《約克軍曹》（Sergeant York）                    |
| 奧森·威爾斯（Orson Welles）             | 《大國民》（Citizen Kane）                       |
| 威廉·惠勒（William Wyler）              | 《小狐狸》（The Little Foxes）                   |
|                                         |                                                  |
| 1942 (15th)                             |                                                  |
| 威廉·惠勒（William Wyler）              | 《忠勇之家》（Mrs. Miniver）                     |
| 麥可·寇蒂斯（Michael Curtiz）           | 《勝利之歌》（Yankee Doodle Dandy）              |
| 約翰·法羅（John Farrow）                | 《復活島》（Wake Island）                        |
| 茂文·李洛埃（Mervyn LeRoy）             | 《斷腸雲雨》（Random Harvest）                   |
| 山姆·伍德（Sam Wood）                   | 《金石盟》（Kings Row）                          |
|                                         |                                                  |
| 1943 (16th)                             |                                                  |
| 麥可·寇蒂斯（Michael Curtiz）           | 《北非諜影》（Casablanca）                       |
| 恩斯特·劉別謙（Ernst Lubitsch）         | 《》（Heaven Can Wait）                          |
| 克拉倫斯·布朗（Clarence Brown）         | 《小鎮的天空》（The Human Comedy）               |
| 喬治·史蒂文斯（George Stevens）         | 《房東小姐》（The More the Merrier）             |
| 亨利·金（Henry King）                   | 《聖女之歌》（The Song of Bernadette）           |
|                                         |                                                  |
| 1944 (17th)                             |                                                  |
| 李歐·麥卡瑞（Leo McCarey）              | 《與我同行》（Going My Way）                     |
| 比利·懷德（Billy Wilder）               | 《雙重保險》（Double Indemnity）                 |
| 奧圖·普里明傑（Otto Preminger）         | 《羅蘭秘記》（Laura）                            |
| 希區考克（Alfred Hitchcock）            | 《救生艇》（Lifeboat）                           |
| 亨利·金（Henry King）                   | 《威爾遜總統傳》（Wilson）                       |
|                                         |                                                  |
| 1945 (18th)                             |                                                  |
| 比利·懷德（Billy Wilder）               | 《失去的週末》（The Lost Weekend）               |
| 李歐·麥卡瑞（Leo McCarey）              | 《聖瑪麗的鐘聲》（The Bells of St. Mary's）      |
| 克拉倫斯·布朗（Clarence Brown）         | 《玉女神駒》（National Velvet）                  |
| 尚·雷諾瓦（Jean Renoir）                | 《南方人》（The Southerner）                     |
| 亞佛烈德·希區考克（Alfred Hitchcock）   | 《意亂情迷》（Spellbound）                       |
|                                         |                                                  |
| 1946 (19th)                             |                                                  |
| 威廉·惠勒（William Wyler）              | 《黃金年代》（The Best Years of Our Lives）      |
| 大衛·連（David Lean）                   | 《相見恨晚》（Brief Encounter）                  |
| 法蘭克·卡普拉（Frank Capra）            | 《風雲人物》（It's a Wonderful Life）            |
| 羅勃·席歐麥（Robert Siodmak）           | 《繡巾蒙面盜》（The Killers）                    |
| 克拉倫斯·布朗（Clarence Brown）         | 《鹿苑長春》（The Yearling）                     |
|                                         |                                                  |
| 1947 (20th)                             |                                                  |
| 伊力·卡山（Elia Kazan）                 | 《君子協定》（Gentleman's Agreement）            |
| 亨利·柯斯特（Henry Koster）             | 《主教之妻》（The Bishop's Wife）                |
| 愛德華·狄米屈克（Edward Dmytryk）       | 《雙雄鬥智》（Crossfire）                        |
| 喬治·庫克（George Cukor）               | 《雙重生活》（A Double Life）                    |
| 大衛·連（David Lean）                   | 《遠大前程》（Great Expectations）               |
|                                         |                                                  |
| 1948 (21st)                             |                                                  |
| 約翰·休斯頓（John Huston）              | 《碧血金沙》（The Treasure of the Sierra Madre） |
| 劳伦斯·奥利维尔（Laurence Olivier）     | 《哈姆雷特》（Hamlet）                           |
| 尚·尼古拉斯哥（Jean Negulesco）         | 《心聲淚影》（Johnny Belinda）                   |
| 弗雷德·金尼曼（Fred Zinnemann）         | 《亂世孤雛》（The Search）                       |
| 安那多·李維克（Anatole Litvak）         | 《蛇穴》（The Snake Pit）                        |
|                                         |                                                  |
| 1949 (22nd)                             |                                                  |
| 约瑟夫·曼凯维奇（Joseph L. Mankiewicz） | 《三妻艷史》（A Letter to Three Wives）          |
| 罗伯特·罗森（Robert Rossen）            | 《一代奸雄》（All the King's Men）               |
| 威廉·惠曼（William A. Wellman）         | 《西線平魔》（Battleground）                     |
| 卡洛·李（Carol Reed）                   | 《殞落的偶像》（The Fallen Idol）                |
| 威廉·惠勒（William Wyler）              | 《千金小姐》（The Heiress）                      |

### 1950年代
| 1950 (23rd)                             |                                                   |
| 约瑟夫·曼凯维奇（Joseph L. Mankiewicz） | 《彗星美人》（All about Eve）                     |
| 約翰·休斯頓（John Huston）              | 《夜闌人未靜》（The Asphalt Jungle）              |
| 喬治·庫克（George Cukor）               | 《絳帳海堂春》（Born Yesterday）                  |
| 比利·懷德（Billy Wilder）               | 《日落大道》（Sunset Blvd.）                      |
| 卡洛·李（Carol Reed）                   | 《黑獄亡魂》（The Third Man）                     |
|                                         |                                                   |
| 1951 (24th)                             |                                                   |
| 喬治·史蒂文斯（George Stevens）         | 《郎心如鐵》（A Place in the Sun）                |
| 約翰·休斯頓（John Huston）              | 《非洲皇后》（The African Queen）                 |
| 文生·明里尼（Vincente Minnelli）        | 《花都舞影》（An American in Paris）              |
| 威廉·惠勒（William Wyler）              | 《大偵探故事》（Detective Story）                 |
| 伊力·卡山（Elia Kazan）                 | 《慾望街車》（A Streetcar Named Desire）          |
|                                         |                                                   |
| 1952 (25th)                             |                                                   |
| 約翰·福特（John Ford）                  | 《蓬門今始為君開》（The Quiet Man）               |
| 约瑟夫·曼凯维奇（Joseph L. Mankiewicz） | 《五根手指》（Five Fingers）                      |
| 西席·地密爾（Cecil B. DeMille）         | 《戲王之王》（The Greatest Show on Earth）        |
| 佛列·辛尼曼（Fred Zinnemann）           | 《日正當中》（High Noon）                         |
| 約翰·休斯頓（John Huston）              | 《青樓情孽》（Moulin Rouge）                      |
|                                         |                                                   |
| 1953 (26th)                             |                                                   |
| 佛列·辛尼曼（Fred Zinnemann）           | 《亂世忠魂》（From Here to Eternity）             |
| 查爾斯·華特（Charles Walters）          | 《莉莉》（Lili）                                  |
| 威廉·惠勒（William Wyler）              | 《羅馬假期》（Roman Holiday）                     |
| 喬治·史蒂文斯（George Stevens）         | 《原野奇俠》（Shane）                             |
| 比利·懷德（Billy Wilder）               | 《戰地軍魂》（Stalag 17）                         |
|                                         |                                                   |
| 1954 (27th)                             |                                                   |
| 伊力·卡山（Elia Kazan）                 | 《岸上風雲》（On the Waterfront）                 |
| 喬治·薛頓（George Seaton）              | 《鄉下姑娘》（The Country Girl）                  |
| 威廉·惠曼（William Wellman）            | 《情天未了緣》（The High and the Mighty）         |
| 希區考克（Alfred Hitchcock）            | 《後窗》（Rear Window）                           |
| 比利·懷德（Billy Wilder）               | 《龍鳳配》（Sabrina）                             |
|                                         |                                                   |
| 1955 (28th)                             |                                                   |
| 德爾伯特·曼（Delbert Mann）             | 《馬蒂》（Marty）                                 |
| 約翰司圖加（John Sturges）              | 《黑岩喋血記》（Bad Day at Black Rock）           |
| 伊力·卡山（Elia Kazan）                 | 《天倫夢覺》（East of Eden）                      |
| 約書亞·羅根（Joshua Logan）             | 《野宴》（Picnic）                                |
| 大衛·連（David Lean）                   | 《豔陽天》（Summertime）                          |
|                                         |                                                   |
| 1956 (29th)                             |                                                   |
| 喬治·史蒂文斯（George Stevens）         | 《巨人》（Giant）                                 |
| 麥可·安德森（Michael Anderson）         | 《環遊世界八十天》（Around the World in 80 Days） |
| 威廉·惠勒（William Wyler）              | 《四海一家》（Friendly Persuasion）               |
| 華特·朗（Walter Lang）                  | 《國王與我》（The King and I）                    |
| 金·維多（King Vidor）                   | 《戰爭與和平》（War and Peace）                   |
|                                         |                                                   |
| 1957 (30th)                             |                                                   |
| 大衛·連（David Lean）                   | 《桂河大橋》（The Bridge on the River Kwai）      |
| 馬克·羅勃遜（Mark Robson）              | 《冷暖人間》（Peyton Place）                      |
| 約書亞·羅根（Joshua Logan）             | 《櫻花戀》（Sayonara）                            |
| 薛尼·盧梅（Sidney Lumet）               | 《十二怒漢》（12 Angry Men）                      |
| 比利·懷德（Billy Wilder）               | 《控方证人》（Witness for the Prosecution）       |
|                                         |                                                   |
| 1958 (31st)                             |                                                   |
| 文生·明里尼（Vincente Minnelli）        | 《金粉世界》（Gigi）                              |
| 理察·布魯克（Richard Brooks）           | 《朱門巧婦》（Cat on a Hot Tin Roof）             |
| 史坦利·克拉瑪（Stanley Kramer）         | 《逃獄驚魂》（The Defiant Ones）                  |
| 勞勃·懷斯（Robert Wise）                | 《我要活下去》（I Want To Live!）                 |
| 馬克·羅勃遜（Mark Robson）              | 《六福客棧》（The Inn of the Sixth Happiness）    |
|                                         |                                                   |
| 1959 (32nd)                             |                                                   |
| 威廉·惠勒（William Wyler）              | 《賓漢》（Ben-Hur）                               |
| 喬治·史蒂文斯（George Stevens）         | 《安妮少女日記》（The Diary of Anne Frank）       |
| 佛列·辛尼曼（Fred Zinnemann）           | 《修女傳》（The Nun's Story）                     |
| 傑克·克萊頓（Jack Clayton）             | 《金屋淚》（Room at the Top）                     |
| 比利·懷德（Billy Wilder）               | 《熱情如火》（Some Like It Hot）                  |

### 1960年代
| 1960 (33rd)                                             |                                                                                      |
| 比利·懷德（Billy Wilder）                               | 《公寓春光》（The Apartment）                                                        |
| 朱爾斯·達辛（Jules Dassin）                             | 《痴漢艷娃》（Never on Sunday）                                                      |
| 阿尔弗雷德·希区柯克（Alfred Hitchcock）                 | 《驚魂記》（Psycho）                                                                 |
| 傑克·卡堤夫（Jack Cardiff）                             | 《兒子與情人》（Sons and Lovers）                                                    |
| 佛列·辛尼曼（Fred Zinnemann）                           | 《夕陽西下》（The Sundowners）                                                       |
|                                                         |                                                                                      |
| 1961 (34th)                                             |                                                                                      |
| 勞勃·懷斯、杰罗姆·罗宾斯（Robert Wise, Jerome Robbins） | 《西城故事》（West Side Story）                                                      |
| 傑李·湯普遜（J. Lee Thompson）                          | 《六壯士》（The Guns of Navarone）                                                   |
| 罗伯特·罗森（Robert Rossen）                            | 《江湖浪子》（The Hustler）                                                          |
| 史坦利·克拉瑪（Stanley Kramer）                         | 《纽伦堡的审判》（Judgment at Nuremberg）                                            |
| 費里尼（Federico Fellini）                              | 《甜蜜的生活》（La Dolce Vita）                                                      |
|                                                         |                                                                                      |
| 1962 (35th)                                             |                                                                                      |
| 大衛·連（David Lean）                                   | 《阿拉伯的勞倫斯》（Lawrence of Arabia）                                             |
| 法蘭克·派瑞（Frank Perry）                              | 《大衛和麗莎》（David and Lisa）                                                     |
| 彼得洛·傑米（Pietro Germi）                             | 《義大利式離婚》（Divorce--Italian Style）                                           |
| 亞瑟·潘（Arthur Penn）                                  | 《熱淚心聲》（The Miracle Worker）                                                   |
| 勞勃·穆里根（Robert Mulligan）                          | 《梅岡城故事》（To Kill a Mockingbird）                                              |
|                                                         |                                                                                      |
| 1963 (36th)                                             |                                                                                      |
| 托尼·理查德森（Tony Richardson）                        | 《汤姆·琼斯》（Tom Jones）                                                           |
| 伊力·卡山（Elia Kazan）                                 | 《美國美國》（America America）                                                      |
| 奧圖·普里明傑（Otto Preminger）                         | 《红衣主教》（The Cardinal）                                                         |
| 費里尼（Federico Fellini）                              | 《八又二分之一》（Federico Fellini's 8-1/2）                                         |
| 馬丁·烈特（Martin Ritt）                                | 《原野鐵漢》（Hud）                                                                  |
|                                                         |                                                                                      |
| 1964 (37th)                                             |                                                                                      |
| 喬治·庫克（George Cukor）                               | 《窈窕淑女》（My Fair Lady）                                                         |
| 彼得·格蘭微爾（Peter Glenville）                        | 《雄霸天下》（Becket）                                                               |
| 斯坦利·库布里克（Stanley Kubrick）                      | 《奇愛博士》（Dr. Strangelove Or: How I Learned To Stop Worrying and Love the Bomb） |
| 勞勃·史蒂文森（Robert Stevenson）                       | 《歡樂滿人間》（Mary Poppins）                                                       |
| 米高·卡柯揚尼斯（Michael Cacoyannis）                   | 《希臘左巴》（Zorba the Greek）                                                      |
|                                                         |                                                                                      |
| 1965 (38th)                                             |                                                                                      |
| 勞勃·懷斯（Robert Wise）                                | 《真善美》（The Sound of Music）                                                     |
| 威廉·惠勒（William Wyler）                              | 《蝴蝶春夢》（The Collector）                                                        |
| 約翰·史勒辛格（John Schlesinger）                       | 《春花秋月不了情》（Darling）                                                        |
| 大衛·連（David Lean）                                   | 《齊瓦哥醫生》（Doctor Zhivago）                                                     |
| 勅使河原宏（Hiroshi Teshigahara）                       | 《砂之女》（Woman in the Dunes）                                                     |
|                                                         |                                                                                      |
| 1966 (39th)                                             |                                                                                      |
| 佛列·辛尼曼（Fred Zinnemann）                           | 《良相佐國》（A Man for All Seasons）                                                |
| 安東尼奧尼（Michelangelo Antonioni）                    | 《春光乍現》（Blow-Up）                                                              |
| 克勞德·雷路許（Claude Lelouch）                         | 《男歡女愛》（A Man and a Woman）                                                    |
| 理察·布魯克（Richard Brooks）                           | 《真情荒野》（The Professionals）                                                    |
| 麥可·尼可斯（Mike Nichols）                             | 《靈慾春宵》（Who's Afraid of Virginia Woolf?）                                      |
|                                                         |                                                                                      |
| 1967 (40th)                                             |                                                                                      |
| 麥可·尼可斯（Mike Nichols）                             | 《畢業生》（The Graduate）                                                           |
| 亞瑟·潘（Arthur Penn）                                  | 《我倆沒有明天》（Bonnie and Clyde）                                                 |
| 史坦利·克拉瑪（Stanley Kramer）                         | 《誰來晚餐》（Guess Who's Coming to Dinner）                                         |
| 理察·布魯克（Richard Brooks）                           | 《冷血》（In Cold Blood）                                                            |
| 諾曼·傑維遜（Norman Jewison）                           | 《惡夜追緝令》（In the Heat of the Night）                                           |
|                                                         |                                                                                      |
| 1968 (41st)                                             |                                                                                      |
| 卡洛·李（Carol Reed）                                   | 《孤雛淚》（Oliver!）                                                                |
| 吉洛·龐蒂科佛（Gillo Pontecorvo）                       | 《阿爾及爾之戰》（The Battle of Algiers）                                            |
| 安東尼·哈維（Anthony Harvey）                           | 《冬獅》（The Lion in Winter）                                                       |
| 法蘭可·柴菲雷利（Franco Zeffirelli）                    | 《殉情記》（Romeo and Juliet）                                                       |
| 史丹利·庫柏力克（Stanley Kubrick）                      | 《2001太空漫遊》（2001: A Space Odyssey）                                            |
|                                                         |                                                                                      |
| 1969 (42nd)                                             |                                                                                      |
| 約翰·史勒辛格（John Schlesinger）                       | 《午夜牛郎》（Midnight Cowboy）                                                      |
| 亞瑟·潘（Arthur Penn）                                  | 《艾莉絲餐廳》（Alice's Restaurant）                                                 |
| 乔治·罗伊·希尔（George Roy Hill）                       | 《虎豹小霸王》（Butch Cassidy and the Sundance Kid）                                 |
| 席尼·波拉克（Sydney Pollack）                           | 《射马记》（They Shoot Horses, Don't They?）                                         |
| 科斯塔·加华斯（Costa-Gavras）                           | 《焦點新聞》（Z）                                                                    |

### 1970年代
| 1970 (43rd)                                       |                                                      |
| 法蘭克林·沙夫納（Franklin J. Schaffner）          | 《巴頓將軍》（Patton）                               |
| 費里尼（Federico Fellini）                        | 《愛情神話》（Fellini Satyricon）                    |
| 亞瑟·席勒（Arthur Hiller）                        | 《愛的故事》（Love Story）                           |
| 罗伯特·奥特曼（Robert Altman）                    | 《風流軍醫俏護士》（M*A*S*H）                        |
| 肯·羅素（Ken Russell）                            | 《戀愛中的女人》（Women in Love）                    |
|                                                   |                                                      |
| 1971 (44th)                                       |                                                      |
| 威廉·弗莱德金（William Friedkin）                 | 《霹靂神探》（The French Connection）                |
| 斯坦利·库布里克（Stanley Kubrick）                | 《发条橘子》（A Clockwork Orange）                   |
| 諾曼·傑維遜（Norman Jewison）                     | 《屋頂上的提琴手》（Fiddler on the Roof）            |
| 彼得·波丹諾維奇（Peter Bogdanovich）              | 《最後一場電影》（The Last Picture Show）            |
| 約翰·史勒辛格（John Schlesinger）                 | 《血腥星期天》（Sunday Bloody Sunday）               |
|                                                   |                                                      |
| 1972 (45th)                                       |                                                      |
| 鮑勃·福斯 （Bob Fosse）                           | 《酒店》（Cabaret）                                  |
| 约翰·保曼（John Boorman）                         | 《激流四勇士》（Deliverance）                        |
| 揚·特洛爾（Jan Troell）                           | 《大移民》（The Emigrants）                          |
| 弗朗西斯·科波拉（Francis Ford Coppola）           | 《教父》（The Godfather）                            |
| 约瑟夫·L·曼凯维奇（Joseph L. Mankiewicz）         | 《偵探》（Sleuth）                                   |
|                                                   |                                                      |
| 1973 (46th)                                       |                                                      |
| 喬治·羅伊·希爾（George Roy Hill）                 | 《老千計狀元才》（The Sting）                        |
| 喬治·盧卡斯（George Lucas）                       | 《美國風情畫》（American Graffiti）                  |
| 英格瑪·柏格曼（Ingmar Bergman）                   | 《哭泣與耳語》（Cries and Whispers）                 |
| 威廉·弗莱德金（William Friedkin）                 | 《大法師》（The Exorcist）                           |
| 貝托魯奇（Bernardo Bertolucci）                   | 《巴黎最後探戈》（Last Tango in Paris）              |
|                                                   |                                                      |
| 1974 (47th)                                       |                                                      |
| 弗朗西斯·科波拉（Francis Ford Coppola）           | 《教父2》（The Godfather Part II）                   |
| 羅曼·波蘭斯基（Roman Polanski）                   | 《唐人街》（Chinatown）                              |
| 楚浮（Francois Truffaut）                         | 《日以作夜》（Day for Night）                        |
| 鮑勃·福斯 （Bob Fosse）                           | 《連尼》（Lenny）                                    |
| 約翰·卡薩維茲（John Cassavetes）                  | 《受影響的女人》（A Woman under the Influence）      |
|                                                   |                                                      |
| 1975 (48th)                                       |                                                      |
| 米洛斯·福曼（Milos Forman）                       | 《飛越杜鵑窩》（One Flew over the Cuckoo's Nest）    |
| 費里尼（Federico Fellini）                        | 《阿瑪珂德》（Amarcord）                             |
| 斯坦利·库布里克（Stanley Kubrick）                | 《亂世兒女》（Barry Lyndon）                         |
| 薛尼·盧梅（Sidney Lumet）                         | 《熱天午後》（Dog Day Afternoon）                    |
| 勞勃·阿特曼（Robert Altman）                      | 《普世歡騰樂滿城》（Nashville）                      |
|                                                   |                                                      |
| 1976 (49th)                                       |                                                      |
| 約翰·艾維森（John G. Avildsen）                   | 《洛基》（Rocky）                                    |
| 亞倫·派庫拉（Alan J. Pakula）                     | 《驚天大陰謀》（All the President's Men）            |
| 英格瑪·柏格曼（Ingmar Bergman）                   | 《面面相覷》（Face to Face）                         |
| 薛尼·盧梅（Sidney Lumet）                         | 《電視台風雲》（Network）                            |
| 里娜·韋特繆勒（Lina Wertmüller）                  | 《七美圖》（Seven Beauties）                         |
|                                                   |                                                      |
| 1977 (50th)                                       |                                                      |
| 伍迪·艾伦（Woody Allen）                          | 《安妮霍爾》（Annie Hall）                           |
| 斯蒂芬·斯皮尔伯格（Steven Spielberg）             | 《第三類接觸》（Close Encounters of the Third Kind） |
| 佛列·辛尼曼（Fred Zinnemann）                     | 《茱莉亞》（Julia）                                  |
| 喬治·盧卡斯（George Lucas）                       | 《星際大戰》（Star Wars）                            |
| 賀柏·羅斯（Herbert Ross）                         | 《轉捩點》（The Turning Point）                      |
|                                                   |                                                      |
| 1978 (51st)                                       |                                                      |
| 麥可·西米諾（Michael Cimino）                     | 《越戰獵鹿人》（The Deer Hunter）                    |
| 侯爾·艾希比（Hal Ashby）                          | 《歸返家園》（Coming Home）                          |
| 沃伦·比蒂、巴克·亨利（Warren Beatty, Buck Henry） | 《上錯天堂投錯胎》（Heaven Can Wait）                |
| 伍迪·艾倫（Woody Allen）                          | 《心田深處》（Interiors）                            |
| 亞倫·帕克（Alan Parker）                          | 《午夜快车》（Midnight Express）                     |
|                                                   |                                                      |
| 1979 (52nd)                                       |                                                      |
| 羅伯特·本頓（Robert Benton）                      | 《克藍瑪對克藍瑪》（Kramer vs. Kramer）              |
| 鮑勃·福斯 （Bob Fosse）                           | 《爵士春秋》（All That Jazz）                        |
| 弗朗西斯·科波拉（Francis Coppola）                | 《現代啟示錄》（Apocalypse Now）                     |
| 彼得·葉慈（Peter Yates）                          | 《告别昨日》（Breaking Away）                        |
| 莫里納羅（Edouard Molinaro）                      | 《一籠傻鳥》（La Cage aux Folles）                   |

### 1980年代
| 1980 (53rd)                           |                                                |
| 勞勃·瑞福（Robert Redford）           | 《凡夫俗子》（Ordinary People）                |
| 大衛·林區（David Lynch）              | 《象人》（The Elephant Man）                   |
| 馬丁·斯科西斯（Martin Scorsese）      | 《蠻牛》（Raging Bull）                        |
| 理察·洛許（Richard Rush）             | 《特技殺人狂》（The Stunt Man）                |
| 羅曼·波蘭斯基（Roman Polanski）       | 《黛絲姑娘》（Tess）                           |
|                                       |                                                |
| 1981 (54th)                           |                                                |
| 華倫·比提（Warren Beatty）            | 《烽火赤焰萬里情》（Reds）                     |
| 路易·馬盧（Louis Malle）              | 《大西洋城》（Atlantic City）                  |
| 休·赫遜（Hugh Hudson）                | 《》（Chariots of Fire）                       |
| 馬克·賴德爾（Mark Rydell）            | 《金色池塘》（On Golden Pond）                 |
| 史蒂芬·史匹柏（Steven Spielberg）     | 《法櫃奇兵》（Raiders of the Lost Ark）        |
|                                       |                                                |
| 1982 (55th)                           |                                                |
| 李察·艾登保羅（Richard Attenborough） | 《甘地傳》（Gandhi）                           |
| 沃尔夫冈·彼得森（Wolfgang Petersen）  | 《從海底出擊》（Das Boot）                     |
| 史蒂芬·史匹柏（Steven Spielberg）     | 《E.T.外星人》（E.T. The Extra-Terrestrial）   |
| 席尼·波拉克（Sydney Pollack）         | 《窈窕淑男》（Tootsie）                        |
| 薛尼·盧梅（Sidney Lumet）             | 《大審判》（The Verdict）                      |
|                                       |                                                |
| 1983 (56th)                           |                                                |
| 詹姆斯·布魯克（James L. Brooks）      | 《親密關係》（Terms of Endearment）            |
| 彼得·葉慈（Peter Yates）              | 《化妝師》（The Dresser）                      |
| 英格瑪·柏格曼（Ingmar Bergman）       | 《芬妮與亞歷山大》（Fanny & Alexander）        |
| 麥可·尼可斯（Mike Nichols）           | 《絲克伍事件》（Silkwood）                     |
| 布魯斯·貝瑞斯福（Bruce Beresford）    | 《溫柔的慈悲》（Tender Mercies）               |
|                                       |                                                |
| 1984 (57th)                           |                                                |
| 米洛斯·福曼（Milos Forman）           | 《阿瑪迪斯》（Amadeus）                        |
| 伍迪·艾倫（Woody Allen）              | 《瘋狂導火線》（Broadway Danny Rose）          |
| 羅蘭·約菲（Roland Joffé）             | 《殺戮地带》（The Killing Fields）             |
| 大衛·連（David Lean）                 | 《印度之旅》（A Passage to India）             |
| 罗伯特·本顿（Robert Benton）          | 《心田深處》（Places in the Heart）            |
|                                       |                                                |
| 1985 (58th)                           |                                                |
| 薛尼·波勒（Sydney Pollack）           | 《遠離非洲》（Out of Africa）                  |
| 賀克特·巴班柯（Hector Babenco）       | 《蜘蛛女之吻》（Kiss of the Spider Woman）     |
| 約翰·休斯頓（John Huston）            | 《現代教父》（Prizzi's Honor）                 |
| 黑澤明（Akira Kurosawa）              | 《亂》（Ran）                                  |
| 彼得·威爾（Peter Weir）               | 《滅口大追殺》（Witness）                      |
|                                       |                                                |
| 1986 (59th)                           |                                                |
| 奧利佛·史東（Oliver Stone）           | 《野战排》（Platoon）                          |
| 大衛·林區（David Lynch）              | 《藍絲絨》（Blue Velvet）                      |
| 伍迪·艾倫（Woody Allen）              | 《漢娜姐妹》（Hannah and Her Sisters）         |
| 羅蘭·約菲／羅蘭·佐菲（Roland Joffé）  | 《戰火浮生》（The Mission）                    |
| 詹姆士·艾佛利（James Ivory）          | 《看得见风景的房间》（A Room with a View）     |
|                                       |                                                |
| 1987 (60th)                           |                                                |
| 貝托魯奇（Bernardo Bertolucci）       | 《末代皇帝》（The Last Emperor）               |
| 亞卓安·林恩（Adrian Lyne）            | 《致命的吸引力》（Fatal Attraction）           |
| 約翰·鮑曼（John Boorman）             | 《希望與榮耀》（Hope and Glory）               |
| 諾曼·傑維遜（Norman Jewison）         | 《月滿抱佳人》（Moonstruck）                   |
| 莱塞·霍尔斯道姆（Lasse Hallström）    | 《狗臉的歲月》（My Life As a Dog）             |
|                                       |                                                |
| 1988 (61st)                           |                                                |
| 巴瑞·李文森（Barry Levinson）         | 《雨人》（Rain Man）                           |
| 查爾斯·克萊頓（Charles Crichton）     | 《笨賊一籮筐》（A Fish Called Wanda）          |
| 馬丁·史柯西斯（Martin Scorsese）      | 《基督的最後誘惑》（The Last Temptation）      |
| 亞倫·帕克（Alan Parker）              | 《密西西比在燃烧》（Mississippi Burning）      |
| 麥可·尼可斯（Mike Nichols）           | 《上班女郎》（Working Girl）                   |
|                                       |                                                |
| 1989 (62nd)                           |                                                |
| 奧利佛·史東（Oliver Stone）           | 《七月四日誕生》（Born on the Fourth of July） |
| 伍迪·艾倫（Woody Allen）              | 《罪與愆》（Crimes and Misdemeanors）          |
| 彼得·威爾（Peter Weir）               | 《死亡诗社》（Dead Poets Society）             |
| 肯尼斯·布萊納（Kenneth Branagh）      | 《戰神亨利五世》（Henry V）                    |
| 吉姆·謝利登（Jim Sheridan）           | 《無悔今生》（My Left Foot）                   |

### 1990年代
| 1990 (63rd)                                     |                                                   |  |
| 凯文·科斯特纳（Kevin Costner）                  | 《與狼共舞》（Dances With Wolves）                |  |
| 弗朗西斯·科波拉（Francis Ford Coppola）         | 《教父III》（The Godfather, Part III）            |  |
| 馬丁·史柯西斯（Martin Scorsese）                | 《四海好傢伙》（GoodFellas）                      |  |
| 史提芬·費雅斯（Stephen Frears）                 | 《致命賭局》（The Grifters）                      |  |
| （Barbet Schroeder）                            | 《親愛的，是誰讓我沉睡了》（Reversal of Fortune） |  |
|                                                 |                                                   |  |
| 1991 (64th)                                     |                                                   |  |
| （Jonathan Demme）                              | 《沉默的羔羊》（The Silence of the Lambs）        |  |
| 約翰·辛格頓（John Singleton）                   | 《鄰家少年殺人事件》（Boyz N the Hood）           |  |
| （Barry Levinson）                              | 《豪情四海》（Bugsy）                             |  |
| 奧利佛·斯通（Oliver Stone）                     | 《誰殺了甘迺迪》（JFK）                           |  |
| 雷德利·斯科特（Ridley Scott）                   | 《末路狂花》（Thelma and Louise）                 |  |
|                                                 |                                                   |  |
| 1992 (65th)                                     |                                                   |  |
| 奇連·伊士活（Clint Eastwood）                   | 《殺無赦》（Unforgiven）                          |  |
| 尼爾·喬丹（Neil Jordan）                        | 《亂世浮生》（The Crying Game）                   |  |
| 詹姆士·艾佛利（James Ivory）                    | 《此情可問天》（Howards End）                     |  |
| 勞勃·阿特曼（Robert Altman）                    | 《超級大玩家》（The Player）                      |  |
| 馬丁·貝斯特（Martin Brest）                     | 《女人香》（Scent of a Woman）                    |  |
|                                                 |                                                   |  |
| 1993 (66th)                                     |                                                   |  |
| 斯蒂芬·斯皮尔伯格（Steven Spielberg）           | 《辛德勒的名单》（Schindler's List）              |  |
| 吉姆·謝利登（Jim Sheridan）                     | 《以父之名》（In the Name of the Father）         |  |
| 珍·康萍（Jane Campion）                         | 《鋼琴師和她的情人》（The Piano）                 |  |
| 詹姆士·艾佛利（James Ivory）                    | 《長日將盡》（The Remains of the Day）            |  |
| 勞勃·阿特曼（Robert Altman）                    | 《銀色·性·男女》（Short Cuts）                    |  |
|                                                 |                                                   |  |
| 1994 (67th)                                     |                                                   |  |
| 羅拔·湛米基斯（Robert Zemeckis）                | 《阿甘正傳》（Forrest Gump）                      |  |
| 活地·亞倫（Woody Allen）                        | 《百老匯上空子彈》（Bullets over Broadway）       |  |
| 昆汀·塔伦蒂诺（Quentin Tarantino）              | 《黑色追緝令》（Pulp Fiction）                    |  |
| 勞勃·瑞福（Robert Redford）                     | 《益智遊戲》（Quiz Show）                         |  |
| 克日什托夫·基斯洛夫斯基（Krzysztof Kieślowski） | 《紅色情深》（Three Colors: Red）                 |  |
|                                                 |                                                   |  |
| 1995 (68th)                                     |                                                   |  |
| 梅爾·吉勃遜（Mel Gibson）                       | 《勇敢的心》（Braveheart）                        |  |
| 克里斯·努南（Chris Noonan）                     | 《我不笨，所以我有話說》（Babe）                  |  |
| 蒂姆·羅賓斯（Tim Robbins）                      | 《越過死亡線》（Dead Man Walking）                |  |
| 邁克·菲吉斯（Mike Figgis）                      | 《遠離賭城》（Leaving Las Vegas）                 |  |
| 米高·雷德福（Michael Radford）                  | 《事先張揚的求愛事件》（II Postino）              |  |
|                                                 |                                                   |  |
| 1996 (69th)                                     |                                                   |  |
| 安東尼·明格拉（Anthony Minghella）              | 《英倫情人》（The English Patient）               |  |
| 喬爾·科恩（Joel Coen）                          | 《冰血暴》（Fargo）                               |  |
| 米洛斯·福曼（Milos Forman）                     | 《情色風暴1997》（The People vs. Larry Flynt）    |  |
| 麥克·李（Mike Leigh）                           | 《秘密與謊言》（Secrets & Lies）                  |  |
| 斯科特·希克斯（Scott Hicks）                    | 《閃亮的風采》（Shine）                           |  |
|                                                 |                                                   |  |
| 1997 (70th)                                     |                                                   |  |
| 詹姆斯·卡麥隆（James Cameron）                  | 《泰坦尼克号》（Titanic）                         |  |
| 彼得·卡坦紐（Peter Cattaneo）                   | 《光豬六壯士》（The Full Monty）                  |  |
| 葛斯·范·桑（Gus Van Sant）                      | 《心靈捕手》（Good Will Hunting）                 |  |
| 柯蒂斯·漢森（Curtis Hanson）                    | 《鐵面特警隊》（L.A. Confidential）               |  |
| 艾騰·伊格言（Atom Egoyan）                      | 《意外的春天》（The Sweet Hereafter）             |  |
|                                                 |                                                   |  |
| 1998 (71st)                                     |                                                   |  |
| 斯蒂芬·斯皮尔伯格（Steven Spielberg）           | 《搶救雷恩大兵》（Saving Private Ryan）           |  |
| 羅貝多·貝里尼（Roberto Benigni）                | 《美麗人生》（Life Is Beautiful）                 |  |
| 约翰·麦登（John Madden）                        | 《莎翁情史》（Shakespeare in Love）               |  |
| 特伦斯·马里克（Terrence Malick）                | 《紅色警戒》（The Thin Red Line）                 |  |
| 彼得·威爾（Peter Weir）                         | 《楚门的世界》（The Truman Show）                 |  |
|                                                 |                                                   |  |
| 1999 (72nd)                                     |                                                   |  |
| 山姆·曼德斯（Sam Mendes）                       | 《美國心玫瑰情》（American Beauty）               |  |
| 斯派克·琼斯（Spike Jonze）                      | 《變腦》（Being John Malkovich）                  |  |
| 萊思·霍斯壯（Lasse Hallström）                  | 《總有驕陽》（The Cider House Rules）             |  |
| 迈克尔·曼（Michael Mann）                       | 《驚爆內幕》（The Insider）                       |  |
| 奈特·沙马兰（M. Night Shyamalan）               | 《靈異第六感》（The Sixth Sense）                 |  |

### 2000年代
| 2000 (73rd)                                  |                                                                                |
| 史蒂芬·索德柏 （Steven Soderbergh）          | 《天人交戰》 （Traffic）                                                       |
| 斯蒂芬·戴德利 （Stephen Daldry）             | 《舞動人生》 （Billy Elliot）                                                  |
| 李安 （Ang Lee）                             | 《臥虎藏龍》 （Crouching Tiger, Hidden Dragon）                                |
| 史蒂芬·索德柏 （Steven Soderbergh）          | 《永不妥協》 （Erin Brockovich）                                               |
| 雷利·史考特 （Ridley Scott）                 | 《神鬼戰士》 （Gladiator）                                                     |
|                                              |                                                                                |
| 2001 (74th)                                  |                                                                                |
| 朗·霍華 （Ron Howard）                       | 《美麗境界》 （A Beautiful Mind）                                              |
| 雷利·史考特 （Ridley Scott）                 | 《黑鷹計畫》 （Black Hawk Down）                                               |
| 勞勃·阿特曼 （Robert Altman）                | 《謎霧莊園》 （Gosford Park）                                                  |
| 彼得·傑克森 （Peter Jackson）                | 《魔戒首部曲：魔戒現身》 （The Lord of the Rings: The Fellowship of the Ring） |
| 大衛·林區 （David Lynch）                    | 《穆荷蘭大道》 （Mulholland Drive）                                            |
|                                              |                                                                                |
| 2002 (75th)                                  |                                                                                |
| 罗曼·波兰斯基 （Roman Polanski）             | 《戰地琴人》 （The Pianist）                                                   |
| 罗伯·马歇尔 （Rob Marshall）                 | 《芝加哥》 （Chicago）                                                         |
| 馬丁·史柯西斯 （Martin Scorsese）            | 《纽约黑帮》 （Gangs of New York）                                             |
| 史提芬·多爾 （Stephen Daldry）               | 《时时刻刻》 （The Hours）                                                     |
| 佩卓·阿莫多瓦 （Pedro Almodóvar）            | 《悄悄告訴她》 （Talk to Her）                                                 |
|                                              |                                                                                |
| 2003 (76th)                                  |                                                                                |
| 彼得·傑克森 （Peter Jackson）                | 《魔戒三部曲:王者再臨》 （The Lord of the Rings: The Return of the King）      |
| 费尔南多·梅里尔斯 （Fernando Meirelles）     | 《無主之城》 （City of God）                                                   |
| 蘇菲亞·柯波拉 （Sofia Coppola）              | 《愛情不用翻譯》 （Lost in Translation）                                       |
| 彼得·威爾 （Peter Weir）                     | 《怒海爭鋒：極地征伐》 （Master and Commander: The Far Side of the World）     |
| 克林·伊斯威特 （Clint Eastwood）             | 《神秘河流》 （Mystic River）                                                  |
|                                              |                                                                                |
| 2004 (77th)                                  |                                                                                |
| 克林·伊斯威特 （Clint Eastwood）             | 《登峰造擊》 （Million Dollar Baby）                                           |
| 馬丁·史柯西斯 （Martin Scorsese）            | 《神鬼玩家》 （The Aviator）                                                   |
| 泰勒·海克福德 （Taylor Hackford）            | 《雷之心靈傳奇》 （Ray）                                                       |
| 亚历山大·佩恩 （Alexander Payne）            | 《尋找新方向》 （Sideways）                                                    |
| 迈克·李 （Mike Leigh）                       | 《天使薇拉卓克》 （Vera Drake）                                                |
|                                              |                                                                                |
| 2005 (78th)                                  |                                                                                |
| 李安 （Ang Lee）                             | 《断背山》 （Brokeback Mountain）                                              |
| 乔治·克鲁尼 （George Clooney）               | 《晚安，祝你好運》 （Good Night, and Good Luck）                               |
| （Paul Haggis）                              | 《衝擊效應》 （Crash）                                                         |
| （Bennett Miller）                           | 《柯波帝：冷血告白》 （Capote）                                                |
| 史蒂芬·史匹柏 （Steven Spielberg）           | 《慕尼黑》 （Munich）                                                          |
|                                              |                                                                                |
| 2006 (79th)                                  |                                                                                |
| 馬丁·史柯西斯 （Martin Scorsese）            | 《神鬼無間》 （The Departed）                                                  |
| （Alejandro González Iñárritu）              | 《火線交錯》 （Babel）                                                         |
| 克林·伊斯威特 （Clint Eastwood）             | 《來自硫磺島的信》 （Letters from Iwo Jima）                                   |
| 史蒂芬·弗莱尔斯 （Stephen Frears）           | 《黛妃與女皇》 （The Queen）                                                   |
| 保罗·格林格拉斯 （Paul Greengrass）          | 《聯航93》 （United 93）                                                       |
|                                              |                                                                                |
| 2007 （80th）                                |                                                                                |
| 喬·柯恩、伊森·柯恩 （Joel Coen, Ethan Coen） | 《險路勿近》（No Country for Old Men）                                         |
| 保羅·湯馬士·安德遜 （Paul Thomas Anderson）  | 《黑金風雲》 （There Will Be Blood）                                           |
| 湯尼·吉洛伊 （Tony Gilroy）                  | 《全面反擊》 （Michael Clayton）                                               |
| 傑森·瑞特曼 （Jason Reitman）                | 《鴻孕當頭》 （Juno）                                                          |
| 祖利安·斯納貝爾 （Julian Schnabel）          | 《潛水鐘與蝴蝶》 （The Diving Bell and the Butterfly）                         |
|                                              |                                                                                |
| 2008 （81th）                                |                                                                                |
| 丹尼·鮑伊 （Danny Boyle）                    | 《貧民百萬富翁》 （Slumdog Millionaire）                                       |
| 史蒂芬·戴爾卓 （Stephen Daldry）             | 《為愛朗讀》 （The Reader）                                                    |
| 大衛·芬奇 （David Fincher）                  | 《班傑明的奇幻旅程》 （The Curious Case of Benjamin Button）                   |
| 朗·霍華 （Ron Howard）                       | 《請問總統先生》 （Frost/Nixon）                                               |
| 葛斯·范·桑 （Gus Van Sant）                  | 《自由大道》 （Milk）                                                          |
|                                              |                                                                                |
| 2009 （第82屆）                              |                                                                                |
| 凱薩琳·畢格蘿（Kathryn Bigelow）             | 《危機倒數》 （The Hurt Locker）                                               |
| 詹姆士·柯麥隆（James Cameron）               | 《阿凡达》 （Avatar）                                                          |
| 昆丁·塔倫提諾（Quentin Tarantino）           | 《惡棍特工》 （Inglourious Basterds）                                          |
| 李·丹尼尔斯（Lee Daniels）                   | 《珍愛人生》 （Precious）                                                      |
| 傑森·瑞特曼（Jason Reitman）                 | 《型男飛行日誌》 （Up in The Air）                                             |

### 2010年代
| 2010 （第83屆）                                  |                                                           |
|                                                  |                                                           |
| 湯姆·胡柏（Tom Hooper）                          | 《王者之聲：宣戰時刻》 （The King's Speech）              |
| 達倫·阿羅諾夫斯基（Darren Aronofsky）            | 《黑天鵝》 （Black Swan）                                 |
| 科恩兄弟（Joel Coen and Ethan Coen）             | 《真實的勇氣》 （True Grit）                              |
| 大衛·芬奇（David Fincher）                       | 《社群網戰》 （The Social Network）                       |
| 大衛·羅素（David O. Russell）                    | 《燃燒鬥魂》 （The Fighter）                              |
|                                                  |                                                           |
| 2011 （第84屆）                                  |                                                           |
| 米歇·阿札納維休斯（Michel Hazanavicius）         | 《大藝術家》 （The Artist）                               |
| 阿历山大·佩恩（Alexander Payne）                 | 《繼承人生》 （The Descendants）                          |
| 馬丁·史柯西斯（Martin Scorsese）                 | 《雨果的冒險》 （Hugo）                                   |
| 伍迪·艾倫（Woody Allen）                         | 《午夜巴黎》 （Midnight in Paris）                        |
| 泰倫斯·馬力克（Terrence Malick）                 | 《永生樹》 （The Tree of Life）                           |
|                                                  |                                                           |
| 2012 （第85屆）                                  |                                                           |
| 李安 （Ang Lee）                                 | 《少年PI的奇幻漂流》(Life Of Pi)                          |
| 斯蒂芬·斯皮尔伯格（Steven Spielberg）            | 《林肯》 (Lincoln)                                        |
| 迈克尔·哈内克（Michael Haneke）                  | 《爱》(Amour)                                             |
| 大卫·O·拉塞尔（David O. Russell）                | 《派特的幸福劇本》( Silver Linings Playbook)              |
| 贝赫·泽特林（Benh Zeitlin）                      | 《南方的野兽》(Beasts of the Southern Wild)               |
|                                                  |                                                           |
| 2013 （第86屆）                                  |                                                           |
| 艾方索·柯朗 (Alfonso Cuarón)                     | 《地心引力》(Gravity)                                     |
| 史提夫·麥昆 (Steve McQueen)                      | 《为奴十二年》(12 Years a Slave)                          |
| 马丁·斯科塞斯 (Martin Scorsese)                  | 《華爾街之狼》(The Wolf of Wall Street)                   |
| 阿历山大·佩恩 (Alexander Payne)                  | 《內布拉斯加》(Nebraska)                                  |
| 大卫·欧·拉塞尔 (David O. Russell)                | 《美国骗局》(American Hustle)                             |
|                                                  |                                                           |
| 2014 （第87屆）                                  |                                                           |
| 阿利安卓·崗札雷·伊納利圖 (Alejandro G. Iñárritu) | 《鳥人》(Birdman or (The Unexpected Virtue of Ignorance)) |
| 理查德·林克莱特 (Richard Linklater)              | 《年少時代》(Boyhood)                                     |
| 班奈特·米勒 (Bennett Miller)                     | 《暗黑冠軍路》(Foxcatcher)                                |
| 魏斯·安德森 (Wes Anderson)                       | 《布達佩斯大飯店》(The Grand Budapest Hotel)              |
| 莫腾·泰杜姆 (Morten Tyldum)                      | 《模仿游戏》(The Imitation Game)                          |
|                                                  |                                                           |
| 2015 （第88屆）                                  |                                                           |
| 阿利安卓·崗札雷·伊納利圖 (Alejandro G. Iñárritu) | 《神鬼獵人》(The Revenant)                                |
| 亚当·麦凯 (Adam McKay)                           | 《大空頭》('The Big Short)                                |
| 乔治·米勒 (George Miller)                        | 《疯狂的麦克斯：狂暴之路》(Mad Max: Fury Road)            |
| 兰尼·阿伯拉罕森 (Lenny Abrahamson)               | 《不存在的房間》(Room)                                    |
| 汤玛士·麦卡锡 (Tom McCarthy)                     | 《驚爆焦點》(Spotlight)                                   |
|                                                  |                                                           |
| 2016 （第89屆）                                  |                                                           |
| 达米恩·查泽雷 (Damien Chazelle)                  | 《樂來越愛你》 (La La Land)                               |
| 丹尼·维勒纳夫 (Denis Villeneuve)                 | 《降临》(Arrival)                                         |
| 梅尔·吉布森 (Mel Gibson)                         | 《血战钢锯岭》(Hacksaw Ridge)                             |
| 肯尼斯·洛勒根 (Kenneth Lonergan)                 | 《海边的曼彻斯特》(Manchester by the Sea)                 |
| 巴里·杰金斯 (Barry Jenkins)                      | 《月光男孩》(Moonlight)                                   |
|                                                  |                                                           |
| 2017 （第90屆）                                  |                                                           |
| 吉勒摩·戴托羅 (Guillermo del Toro)               | 《水底情深》 (The Shape of Water)                         |
| 克里斯多福·諾蘭 (Christopher Nolan)              | 《敦克爾克大行動》(Dunkirk)                               |
| 喬登·皮爾 (Jordan Peele)                         | 《逃出絕命鎮》(Get Out)                                   |
| 葛莉塔·潔薇 (Greta Gerwig)                       | 《淑女鳥》(Lady Bird)                                     |
| 保羅·湯瑪斯·安德森 (Paul Thomas Anderson)        | 《霓裳魅影》(Phantom Thread)                              |
|                                                  |                                                           |
| 2018 （第91屆）                                  |                                                           |
| 艾方索·柯朗 (Alfonso Cuarón)                     | 《羅馬》(Roma)                                            |
| 史派克·李 (Spike Lee)                            | 《黑色黨徒》 (BlacKkKlansman)                             |
| 帕维烏·帕夫利科夫斯基 (Paweł Pawlikowski)        | 《沒有煙硝的愛情》(Cold War)                              |
| 尤格·藍西莫 (Yorgos Lanthimos)                   | 《真寵》(The Favourite)                                   |
| 亞當·麥凱 (Adam McKay)                           | 《為副不仁》(Vice)                                        |
|                                                  |                                                           |
| 2019 （第92屆）                                  |                                                           |
| 奉俊昊 (Bong Joon-ho)                            | 《寄生上流》(Parasite)                                    |
| 昆汀·塔伦蒂诺 (Quentin Tarantino)                | 《從前，有個好萊塢》 (Once Upon a Time in Hollywood)      |
| 托德·菲利普斯 (Todd Phillips)                    | 《小丑》(Joker)                                           |
| 马丁·斯科塞斯 (Martin Scorsese)                  | 《愛爾蘭人》(The Irishman)                                |
| 山姆·曼德斯 (Sam Mendes)                         | 《1917》(1917)                                            |

### 2020年代
| 2020/21 （第93屆）                                        |                                                       |
| 趙婷 （Chloé Zhao）                                       | 《无依之地》（Nomadland）                             |
| 鄭李爍 （Lee Isaac Chung）                                | 《夢想之地》（Minari）                                |
| 埃默拉尔德·芬内尔 （Emerald Fennell）                     | 《前程似锦的女孩》（Promising Young Woman）           |
| 大卫·芬奇 （David Fincher）                               | 《曼克》（Mank）                                      |
| 湯瑪斯·凡提柏格 （Thomas Vinterberg）                     | 《酒精计划》（Another Round）                         |
|                                                           |                                                       |
| 2022年 （第94屆）                                         |                                                       |
| 珍·康萍 （Jane Campion）                                  | 《犬山記》 （The Power of the Dog）                   |
| 保羅·湯瑪斯·安德森 （Paul Thomas Anderson）               | 《甘草比萨》 （Licorice Pizza）                       |
| 簡尼夫·班納 （Kenneth Branagh）                           | 《贝尔法斯特》 （Belfast）                            |
| 濱口龍介 （濱口 竜介）                                    | 《驾驶我的车》 （Drive My Car）                       |
| 斯蒂芬·斯皮尔伯格 （Steven Spielberg）                    | 《西城故事》 （West Side Story）                      |
|                                                           |                                                       |
| 2023年 （第95屆）                                         |                                                       |
| 關家永、丹尼爾·施奈特（Daniel Kwan and Daniel Scheinert） | 《媽的多重宇宙》（Everything Everywhere All at Once） |
| 陶德·菲爾德（Todd Field）                                 | 《TÁR塔爾》（Tár）                                    |
| 馬丁·麥多納（Martin McDonagh）                            | 《伊尼舍林的女妖》（The Banshees of Inisherin）       |
| 鲁本·奥斯特伦德（Ruben Östlund）                          | 《悲情三角》（Triangle of Sadness）                   |
| 斯蒂芬·斯皮尔伯格（Steven Spielberg）                     | 《法貝爾曼》（The Fabelmans）                         |
|                                                           |                                                       |
| 2024年 （第96屆）                                         |                                                       |
| 克里斯托弗·诺兰（Christopher Nolan）                      | 《奧本海默》（ Oppenheimer）                          |
| 乔纳森·格雷泽（Jonathan Glazer）                          | 《利益区域》（The Zone of Interest）                  |
| 尤格·藍西莫（Yorgos Lanthimos）                           | 《可憐的東西》（Poor Things）                         |
| 马丁·斯科塞斯（Martin Scorsese）                          | 《花月殺手》（ Killers of the Flower Moon）           |
| 潔絲汀·楚特（Justine Triet）                              | 《坠落的审判》（Anatomy of a Fall）                   |
|                                                           |                                                       |
| 2025年 （第97屆）                                         |                                                       |
| 西恩·貝克（Sean Baker）                                   | 《阿诺拉》（Anora）                                   |
| 布拉迪·科貝特（Brady Corbet）                             | 《粗野派》（The Brutalist）                           |
| 詹姆斯·曼高德（James Mangold）                            | 《巴布狄倫：搖滾詩人》（A Complete Unknown）          |
| 賈克·歐迪亞（Jacques Audiard）                            | 《璀璨女人夢》（Emilia Pérez）                        |
| 歌拉莉·花潔（Coralie Fargeat）                            | 《懼裂》（The Substance）                             |

## 多次入圍及獲獎者
| 獲獎次數 | 得獎者                   |
| -------- | ------------------------ |
| 4        | 約翰·福特                |
| 3        | 法蘭克·卡普拉            |
| 3        | 威廉·惠勒                |
| 2        | 李安                     |
| 2        | 弗蘭克·鮑沙其            |
| 2        | 艾方索·柯朗              |
| 2        | 克林·伊斯威特            |
| 2        | 米洛斯·福曼              |
| 2        | 阿利安卓·崗札雷·伊納利圖 |
| 2        | 伊力·卡山                |
| 2        | 大衛·連                  |
| 2        | 弗蘭克·洛伊德            |
| 2        | 约瑟夫·曼凯维奇          |
| 2        | 李歐·麥卡瑞              |
| 2        | 路易·邁爾史東            |
| 2        | 史蒂芬·史匹柏            |
| 2        | 喬治·史蒂文斯            |
| 2        | 奧利佛·史東              |
| 2        | 比利·懷德                |
| 2        | 勞勃·懷斯                |
| 2        | 佛列·辛尼曼              |

| 入圍次數      | 入圍者            |
| ------------- | ----------------- |
| 12            | 威廉·惠勒         |
| 9             | 马丁·斯科塞斯     |
| 9             | 斯蒂芬·斯皮尔伯格 |
| 8             | 比利·懷德         |
| 7             | 伍迪·艾伦         |
| 7             | 大卫·利恩         |
| 7             | 弗雷德·金尼曼     |
| 6             | 克拉伦斯·布朗     |
| 6             | 法蘭克·卡普拉     |
| 5             |                   |
| 勞勃·阿特曼   |                   |
| 乔治·丘克     |                   |
| 麥可·寇蒂斯   |                   |
| 约翰·福特     |                   |
| 亞弗列·希治閣 |                   |
| 約翰·休斯頓   |                   |
| 伊利亚·卡赞   |                   |
| 弗蘭克·洛伊德 |                   |
| 乔治·史蒂文斯 |                   |
| 金·維多       |                   |
| 4             | 弗朗西斯·科波拉   |
| 4             | 克林·伊斯威特     |
| 4             | 费德里柯·费里尼   |
| 4             | 斯坦利·库布里克   |
| 4             | 薛尼·盧梅         |
| 4             | 约瑟夫·曼凯维奇   |
| 4             | 迈克·尼科尔斯     |
| 4             | 彼得·威尔         |

## 年齡記錄
| 記錄         | 導演姓名      | 執導影片             | 年齡 | 參見  |
| ------------ | ------------- | -------------------- | ---- | ----- |
| 最年長獲獎者 | 克林·伊斯威特 | 《登峰造擊》         | 74   | [ 7 ] |
| 最年長入圍者 | 马丁·斯科塞斯 | 《花月杀手》         | 81   | [ 7 ] |
| 最年輕獲獎者 | 達米恩·查澤雷 | 《樂來越愛你》       | 32   | [ 7 ] |
| 最年輕入圍者 | 約翰·辛格頓   | 《鄰家少年殺人事件》 | 24   | [ 7 ] |

## 入圍及獲獎的性別與族裔紀錄
以下為截至2023年3月為止的紀錄：
- 目前為止共有6位非裔導演曾經入圍，但尚無人獲獎，分別為：約翰·辛格頓、李·丹尼爾斯（第82屆《珍愛人生》）、史提夫·麥昆（第86屆《自由之心》）、巴里·杰金斯（第89屆《月光下的藍色男孩》）、喬登·皮爾（第90屆《逃出絕命鎮》）、史派克·李（第91屆《黑色黨徒》）。[8]
- 目前為止有7位女性導演共入圍8次，其中3位曾經獲獎，分別為：凯瑟琳·毕格罗（第82屆《危機倒數》）、趙婷（第93屆《遊牧人生》）、珍·康萍（第94屆《犬山記》）。[9]
- 目前為止有9位亞裔導演共入圍11次，其中4位曾經獲獎，分別為：李安（中華民國，2次）、奉俊昊（韓國）、趙婷（中國）、關家永（亞裔美國人）。[10]
- 目前為止有5位拉丁美洲導演共入圍7次，其中3位曾經獲獎：艾方索·柯朗（墨西哥，2次）、阿利安卓·崗札雷·伊納利圖（墨西哥，2次）、吉勒摩·戴托羅（墨西哥）。[11]

## 其他特殊記錄
以下為截至2023年3月為止的紀錄：
- 目前為止共有3組導演（2人以上）曾經共享獎項，分別為：勞勃·懷斯與杰罗姆·罗宾斯（第34屆）、喬·科恩與伊森·科恩（第80屆）、關家永與丹尼爾·舒奈特（第95屆）。其中科恩組合也是奧斯卡史上唯一一組兄弟姊妹獲獎者。[12]
- 弗朗西斯·科波拉是唯一一位以三部曲電影（教父系列）入圍3次最佳導演者，並以續集《教父2》獲得該獎項。
- 目前為止共有3位導演連莊成功，分別為：約翰·福特 （第13屆、第14屆）、约瑟夫·曼凯维奇 （第22屆、第23屆）和阿利安卓·崗札雷·伊納利圖 （第87屆、第88屆）。
- 李安是奧斯卡史上第一位獲獎的亞洲（中華民國）導演，也是唯一一位獲獎2次（第78屆、第85屆）的亞洲導演。
- 首次執導電影便獲獎的導演共有6位，分別為：德尔伯特·曼的《君子好逑》(1955)、杰罗姆·罗宾斯的《西城故事》(1961)、勞勃·瑞福的《凡夫俗子》(1980)、詹姆斯·L·布鲁克斯的《親密關係》(1983)、凯文·科斯特纳的《与狼共舞》(1990)、山姆·曼德斯的《美國心玫瑰情》(1999)。

## 外部連結
- 美國電影藝術與科學學院官方網站（页面存档备份，存于）